# 邵逸夫獎
邵逸夫獎（英語：The Shaw Prize）由香港影視製作人邵逸夫爵士於2002年11月15日創立，以表彰在科學學術研究上取得「對人類生活产生深遠影響」的成果的科學家。邵逸夫獎是一個重要的全球性的科學獎項，很多人稱之為「東方諾貝爾獎」。

## 獎項
首屆的頒獎禮在2004年9月7日在香港舉行。邵逸夫獎基金會每年選出世界上在數學、醫學及天文學三方面有成就的科學家，頒授一百萬美元獎金，表揚他們近期在學術研究、科學研究及應用上獲得的突破成果，並設有天文學獎、生命科學與醫學獎、數學科學獎共三個獎項。評選的原則主要考慮候選人之專業貢獻能推動社會進步，提高人類生活質素及精神文明。它是個國際性獎項，形式與諾貝爾獎相似，原則上僅能授予在世者，由邵逸夫獎基金會有限公司作管理。

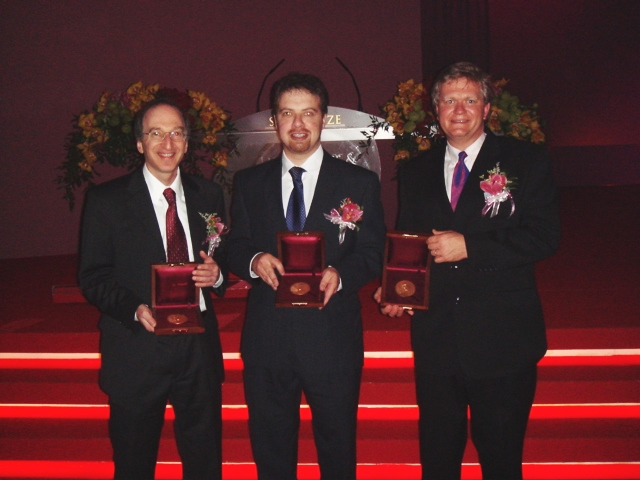
2006 邵逸夫獎（天文學）得獎者
左起: 普密特、利斯、施米茲

### 提名與評選過程
邵逸夫天文學獎、邵逸夫生命科學與醫學獎及邵逸夫數學科學獎於每年九月接受提名及展開評審，結果在翌年夏季宣佈及在秋季舉行頒獎典禮。各獎項均由邵逸夫獎基金會轄下的評審委員會進行評審。邵逸夫獎各得獎者將得到一百二十萬美元獎金、一張證書及一面獎牌。獎牌正面刻有邵逸夫先生的肖像，以及邵逸夫獎的中英文名稱；背面除了刻有得獎年份外，還刻有戰國思想家荀子的格言「制天命而用之」，意思指不能消极地顺从自然，而要主动地控制和利用它。
直至2025年為止，合共有67個獎項分別頒授給114名學者。在第九屆邵逸夫獎頒獎典禮（2012年）中，越南裔美國天文學家劉麗杏成為首位獲得獎項的女性。首屆（2004年）天文學獎得獎者為加拿大籍的詹姆斯·皮布爾斯教授，以表彰其對宇宙學的貢獻。生命科學及醫學獎則設有二獎，一獎一半平均授予史丹利·諾文·科恩教授及赫伯特·布瓦耶教授，一獎另一半授予簡悅威教授，以表彰他們在基因工程的貢獻；二獎則授予英國籍的理查·多爾爵士，以表彰其在癌症流行病學的貢獻。至於數學科學獎，則頒授給美籍華裔的陳省身教授，以振彰其開闢微分幾何之貢獻。
另一方面，2011年的諾貝爾獎得獎者朱爾·A·奧夫曼、布魯斯·博伊特勒、索爾·珀爾馬特教授、亞當·里斯教授及布萊恩·施密特教授與2012年的諾貝爾獎得獎者羅伯特·尼科威教授及山中伸彌教授都已經在得獎前獲頒授邵逸夫獎。邵逸夫獎頒獎典禮從第一屆起由邵逸夫爵士及香港特別行政區行政長官任主禮人，而典禮司儀為鄭裕玲、陳志雲。第7屆起司儀組合改為鄭裕玲、高世章。
至2025年，大会宣布考虑于广义科学范畴增设一个新奖项，具体细节将适时公布。

## 頒獎禮
| 屆份   | 舉行日期       | 舉行地點                                                                               | 主禮／頒獎嘉賓                                                                         | 大會司儀       | 監製           | 編審   |
| ------ | -------------- | -------------------------------------------------------------------------------------- | -------------------------------------------------------------------------------------- | -------------- | -------------- | ------ |
| 第1屆  | 2004年9月7日   | 香港會議展覽中心                                                                       | 董建華（香港特別行政區行政長官） 邵逸夫 爵士（獎項創辦人）                             | 鄭裕玲、陳志雲 |                |        |
| 第2屆  | 2005年9月2日   | 香港會議展覽中心                                                                       | 許仕仁（香港特別行政區署理行政長官） 邵逸夫 爵士（獎項創辦人）                         | 鄭裕玲、陳志雲 |                |        |
| 第3屆  | 2006年9月12日  | 香港會議展覽中心                                                                       | 曾蔭權 爵士（香港特別行政區行政長官） 邵逸夫 爵士（獎項創辦人）                        | 鄭裕玲、陳志雲 |                |        |
| 第4屆  | 2007年9月11日  | 香港會議展覽中心                                                                       | 唐英年（香港特別行政區署理行政長官） 邵逸夫 爵士（獎項創辦人）                         | 鄭裕玲、陳志雲 |                |        |
| 第5屆  | 2008年9月9日   | 香港會議展覽中心                                                                       | 曾蔭權 爵士（香港特別行政區行政長官） 邵逸夫 爵士（獎項創辦人）                        | 鄭裕玲、陳志雲 |                |        |
| 第6屆  | 2009年10月7日  | 香港會議展覽中心                                                                       | 曾蔭權 爵士（香港特別行政區行政長官） 邵逸夫 爵士（獎項創辦人）                        | 鄭裕玲、陳志雲 |                |        |
| 第7屆  | 2010年9月28日  | 香港會議展覽中心                                                                       | 曾蔭權 爵士（香港特別行政區行政長官）                                                  | 鄭裕玲、高世章 | 何小慧         | 鄧煒鵬 |
| 第8屆  | 2011年9月28日  | 香港會議展覽中心                                                                       | 曾蔭權 爵士（香港特別行政區行政長官） 邵逸夫 爵士（獎項創辦人）                        | 鄭裕玲、高世章 | 何小慧         | 黃翠華 |
| 第9屆  | 2012年9月17日  | 香港會議展覽中心                                                                       | 梁振英（香港特別行政區行政長官）                                                       | 鄭裕玲、高世章 | 何小慧         | 黃翠華 |
| 第10屆 | 2013年9月23日  | 香港會議展覽中心                                                                       | 梁振英（香港特別行政區行政長官）                                                       | 鄭裕玲、高世章 | 何小慧         | 鄧煒鵬 |
| 第11屆 | 2014年9月24日  | 香港會議展覽中心                                                                       | 梁振英（香港特別行政區行政長官）                                                       | 鄭裕玲、高世章 | 何小慧         | 鄧煒鵬 |
| 第12屆 | 2015年9月24日  | 香港會議展覽中心                                                                       | 梁振英（香港特別行政區行政長官）                                                       | 鄭裕玲、高世章 | 何小慧         | 鄧煒鵬 |
| 第13屆 | 2016年9月27日  | 香港會議展覽中心                                                                       | 梁振英（香港特別行政區行政長官）                                                       | 鄭裕玲、高世章 | 何小慧、黃中濠 | 馮偉濤 |
| 第14屆 | 2017年9月26日  | 香港會議展覽中心                                                                       | 林鄭月娥（香港特別行政區行政長官）                                                     | 鄭裕玲、高世章 | 何小慧         | 馮偉濤 |
| 第15屆 | 2018年9月26日  | 香港會議展覽中心                                                                       | 林鄭月娥（香港特別行政區行政長官）                                                     | 鄭裕玲、高世章 | 何小慧         | 馮偉濤 |
| 第16屆 | 2019年9月25日  | 香港會議展覽中心                                                                       | 林鄭月娥（香港特別行政區行政長官）                                                     | 鄭裕玲、高世章 | 何小慧         | 馮偉濤 |
| 第17屆 | 2020年5月20日  | 鑑於2019冠狀病毒病疫情於世界各地持續以及旅遊及公眾集會限制，頒獎典禮以網上直播形式舉行 | 鑑於2019冠狀病毒病疫情於世界各地持續以及旅遊及公眾集會限制，頒獎典禮以網上直播形式舉行 | 高世章         |                |        |
| 第18屆 | 2021年10月28日 | 鑑於2019冠狀病毒病疫情於世界各地持續以及旅遊及公眾集會限制，頒獎典禮以網上直播形式舉行 | 鑑於2019冠狀病毒病疫情於世界各地持續以及旅遊及公眾集會限制，頒獎典禮以網上直播形式舉行 | 高世章         |                |        |
| 第19屆 | 2022年9月29日  | 鑑於2019冠狀病毒病疫情於世界各地持續以及旅遊及公眾集會限制，頒獎典禮以網上直播形式舉行 | 鑑於2019冠狀病毒病疫情於世界各地持續以及旅遊及公眾集會限制，頒獎典禮以網上直播形式舉行 | 高世章         |                |        |
| 第20屆 | 2023年11月12日 | 香港會議展覽中心                                                                       | 李家超（香港特別行政區行政長官）                                                       | 陳芷菁、高世章 |                |        |
| 第21屆 | 2024年11月12日 | 香港會議展覽中心                                                                       | 李家超（香港特別行政區行政長官）                                                       | 陳芷菁、高世章 |                |        |
| 第22屆 | 2025年10月21日 | 香港會議展覽中心                                                                       | 李家超（香港特別行政區行政長官）                                                       | 陳芷菁、高世章 |                |        |

## 電視特輯和其他活動
香港無綫電視新聞及資訊部每年都會製作《邵逸夫獎》新聞特輯，專訪每屆的得獎者，闡述其生平以及學術成就。而每年「邵逸夫頒獎典禮」都會作電視轉播。
另外，每屆得獎者都會在香港各間大學舉行講座，向學生介紹他們的學術理論。